# Xmal Deutschland
Xmal Deutschland was een muziekgroep uit Hamburg, opgericht in 1980. De groep werd een exponent van de gothic rock, maar evolueerde in de tweede helft van de jaren tachtig richting mainstream. Na 1989 werd geen nieuw werk meer uitgebracht.

## Biografie
De eerste bezetting van Xmal Deutschland bestond geheel uit vrouwen. Zangeres was Anja Huwe (21 juni 1958), Manuela Rickers speelde gitaar, Fiona Sangsters keyboards, Rita Simonsen basgitaar en Caro May drums. De naam werd gevonden in een politieke reisgids: "Wilt u het Duitsland van Adenauer zien? Wij tonen u X Mal Deutschland".
Alfred Hilsberg, uitvinder van de term Neue Deutsche Welle, bracht hun debuutsingle Schwarze Welt / Großstadtindianer / Die Wolken in 1981 op zijn label ZickZack Records uit. Tournees in het voorprogramma van Abwärts en Deutsch-Amerikanische Freundschaft volgden. In dat jaar werd bassiste Rita Simonsen vervangen door Wolfgang Ellerbrock. De doorbraak van Xmal Deutschland kwam in 1982 met het nummer Incubus Succubus. Hoewel het succes in Duitsland beperkt bleef, werden ze in Groot-Brittannië opgemerkt nadat ze in het voorprogramma speelden van Cocteau Twins in november 1982. Ze hadden zelf contact gezocht met het alternatieve rocklabel 4AD, waar ze een contract kregen. Intussen werd drumster May vervangen door Manuela Zwingmann.
In april 1983 verscheen het eerste album Fetisch, met donkere postpunk en gothic rock. Net zoals Lisa Gerrard en Elizabeth Fraser van Cocteau Twins gebruikte Huwe haar stem als instrument, ook al zong ze een Duitse tekst. Zowel het album Fetisch als de singles Qual en Incubus Succubus II kwamen, hoewel ze Duitstalig waren, in de onafhankelijke Britse hitparades terecht. Na één jaar werd Manuela Zwingmann vervangen door Peter Bellendir.
In 1984 verscheen het tweede album Tocsin. Op dit album klinkt de band iets melodieuzer en minder rauw dan op de voorganger Fetisch. In datzelfde jaar ondernam de groep een tournee door Europa en de Verenigde Staten, in 1985 gevolgd door een tournee door Japan. Op 30 april 1985 nam Xmal Deutschland een sessie bij John Peel op, die vrijwel volledig werd uitgegeven als de ep Sequenz.
In 1986 verscheen de single Matador en trad de groep als voorprogramma van The Stranglers op in het Wembley Stadium. Het album Viva bevatte een aanzienlijk aantal Engelstalige nummers, waaronder een bewerking van een gedicht van Emily Dickinson. Na het uitbrengen van dit album verlieten Rickers, Sangster en Bellendir de groep, waarop Huwe en Ellerbrock verdergingen met Frank Z van Abwärts als gitarist en cocomponist. Daarbij ging producer Henry Staroste keyboard spelen. Met Curt Cress op drums namen ze hun laatste album Devils op, met de bijbehorende singles Dreamhouse en I'll be near you. Daarna is geen nieuw werk meer verschenen. Op dit laatste album waren ondertussen alle sporen van de gothic rock uit de beginperiode verdwenen. In 1990 wilde Xmal Deutschland nog een studioalbum opnemen, maar er gebeurde uiteindelijk niets.  De laatste concerten vonden plaats begin jaren negentig.
Na Xmal Deutschland begon Anja Huwe aan een carrière als schilderes. Zij woont afwisselend in Hamburg en New York, waar zij in 2005 haar eerste tentoonstelling hield onder te titel Xmal.

## Groepsleden
- Anja Huwe, zang (1980–1989)
- Wolfgang Ellerbrock, basgitaar (1981–1989)
- Manuela Rickers, gitaar (1980–1987)
- Fiona Sangster, keyboards (1980–1988)
- Peter Bellendir, drums (1983–1987)
- Caro May, drums (1980–1982)
- Manuela Zwingmann, drums (1982–1983)

## Discografie

### Albums
- 1983: Fetisch
- 1984: Tocsin
- 1987: Viva
- 1989: Devils

### Ep's
- 1985: Sequenz
- 1986: The Peel Sessions

### Singles
- 1981: Schwarze Welt
- 1982: Incubus Succubus
- 1983: Qual
- 1983: Incubus Succubus II
- 1984: Reigen
- 1986: Matador
- 1987: Sickle Moon
- 1989: Dreamhouse
- 1989: I'll Be Near You